# Wichboldt von Ancken
Wichboldt von Ancken (* um 1574 in Krempe; † vor dem 23. Juli 1629) war ein deutscher Politiker und erster Bürgermeister der Festung Glückstadt.

## Leben und Wirken

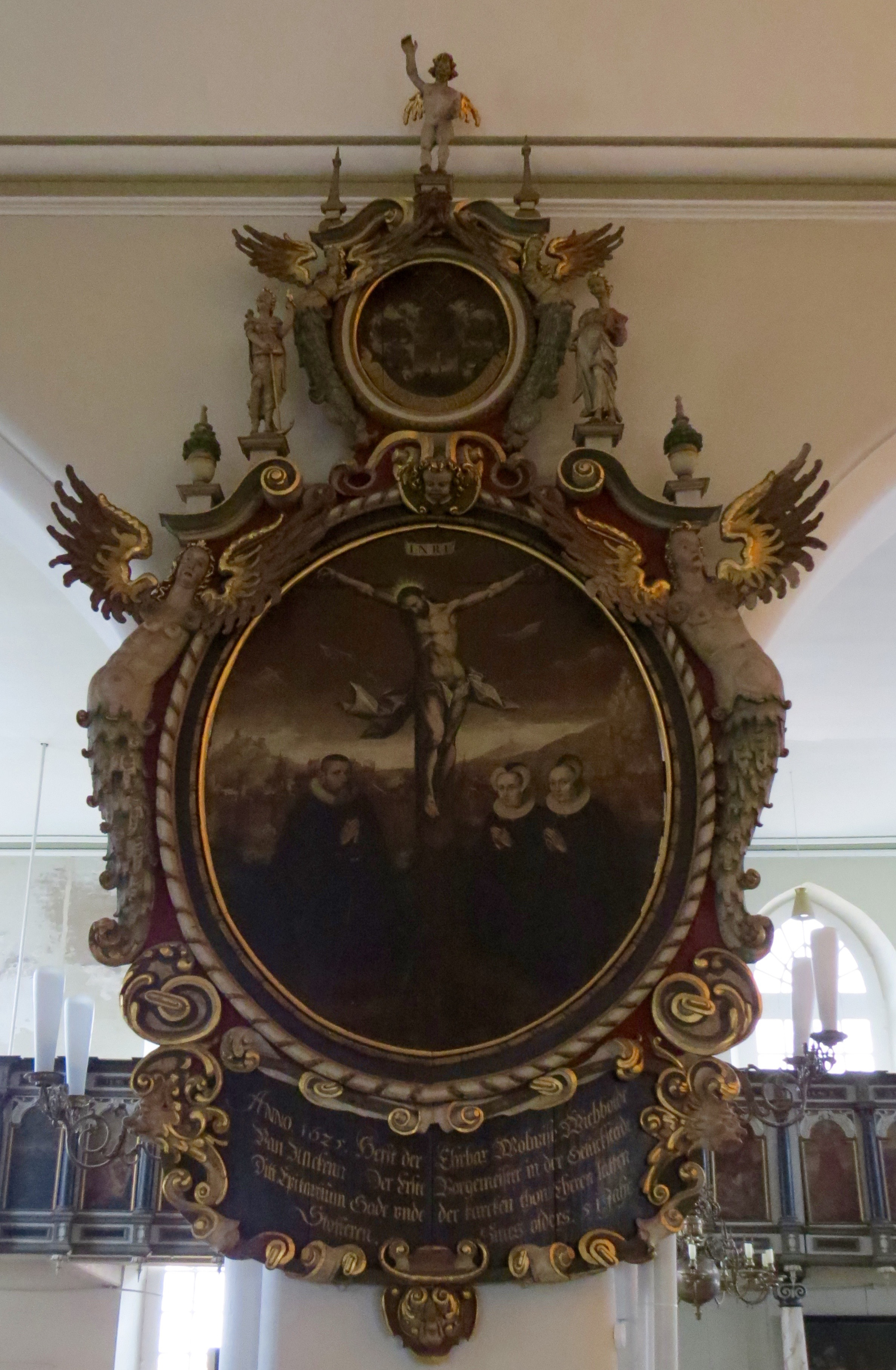
Epitaph in der Stadtkirche Glückstadt

Wichboldt von Ancken war vermutlich der Sohn oder Enkel eines gleichnamigen Mannes, dessen Name 1557 und 1566 verzeichnet ist. Dieser Vorfahr hatte ein Haus am Kremper Markt. Seine Mutter namens Alheit war eine Schwester des Wilsterer Bürgermeisters Albert Pranger. Sie hatte eine jüngere Schwester namens Ilsabe Pranger, die 1620 den seinerzeit berühmten Humanisten und Mediziner Martinus Fabricius heiratete.
Wichboldt von Ancken heiratete zweimal, wobei die Namen seiner Ehefrauen nicht dokumentiert sind. Aus beiden Ehen gingen Kinder hervor. Die Tochter Katrine wurde vermutlich Ehefrau des Kapitäns und Marschenhauptmanns Hinrich von Dringenberg. Eine weitere Tochter namens Margaretha heiratete 1641 in Wilster den verwitweten Brauer Carsten Breide.
Der Name Wichboldt von Anckens ist in Berichten zu einem Besuch König Christians IV. im Jahr 1599 in Krempe zu finden. Am 14. April 1604 hatte er einen Hof in Wewelsfleth und zwei Morgen Kirchenacker gepachtet. 1609 erwarb er ein Haus mit sieben Morgen Land, die ihm ein Gericht am 2. September desselben Jahres zusprach. 1616 bezahlte er gemeinsam mit Bürgermeister Görries Maas für jede Rute Land zehn Mark und vier Schilling. Das Geld diente dazu, den königlichen Anteil an der Wildnis vor Glückstadt neu einzudeichen.
Am 6. März 1619 bezeichnete die Obrigkeit von Ancken erstmals als bestellten Richter in Glückstadt. Um diese Zeit übernahm er vermutlich das Bürgermeisteramt. Am 25. September 1619 bekamen drei seiner Töchter von König Christian IV., der sich in Glückstadt aufhielt, je einen Dukaten geschenkt. Am 3. Februar 1620 leistete von Ancken den Glückstadter Bürgereid und veräußerte am 15. Dezember desselben Jahres eines seiner Häuser. Am 1. September 1623 nahm er bei Christoph Vordtmeier, dem Amtmann von Glücksburg, einen Kredit über 2000 Mark auf. Diesen benötigte er, um für 5000 Mark ein Haus des Königs zu erwerben.
Erstmals als Bürgermeister von Glückstadt dokumentiert ist von Ancken am 13. Februar 1623. Als Bauherr und Patron der dortigen Stadtkirche stiftete er zwei große Leuchter aus Messung mit Inschrift, die für den Altar bestimmt waren. Außerdem spendete er ein „Roth Scharlach Laken“, das zehn Ellen groß war und seinen Namen in geschlagenem Silber trug. Hinzu kam eine große Messingkrone, die während der Naturkatastrophe von Holstein 1648 zerbrach. Für die Bedürftigen spendete er mehrere Rente, für das Wachslicht des Altars 264 Mark und weitere 150 Mark für Wein und Oblaten.
Von Ancken besaß ein Epitaph in der Glückstadter Kirche, das er gemäß Inschrift 1625 neu gestalten ließ. Die erste Kirchenrechnung vom 9. November 1625 schloss er als Bürgermeister selbst ab. Am 6. März 1626 verpachtete er an den späteren Stadtvogt Johann Thode den aus vier Koppeln bestehenden sogenannten „Rethhövel“. Von Ancken erhielt dafür jährlich 470 Mark, verbunden mit der Genehmigung, dort Vieh weiden zu lassen.
Der Todestag Wichboldt von Anckens muss vor dem 23. Juli 1629 gelegen haben. Bekannt ist, dass seine Erben am 11. Dezember 1633 vom Gericht ein Haus in Krempe am Markt zugesprochen bekamen, das Margarethe von Ahlefeldt gehörte.